# Cynodon palczasty
Cynodon palczasty, trawa bermudzka (Cynodon dactylon L.) — gatunek rośliny z rodziny wiechlinowatych. Występuje w strefie międzyzwrotnikowej oraz w ciepłym klimacie umiarkowanym w Afryce, Europie, Azji i Australii. Jako gatunek introdukowany rośnie w Europie Środkowej, na obu kontynentach amerykańskich i w Nowej Zelandii. W Polsce notowany jest jako gatunek przejściowo zawlekany. 
Rośnie na terenach piaszczystych. W USA, w jej południowych rejonach jest rośliną pastewną, odporną na suszę. 

## Morfologia

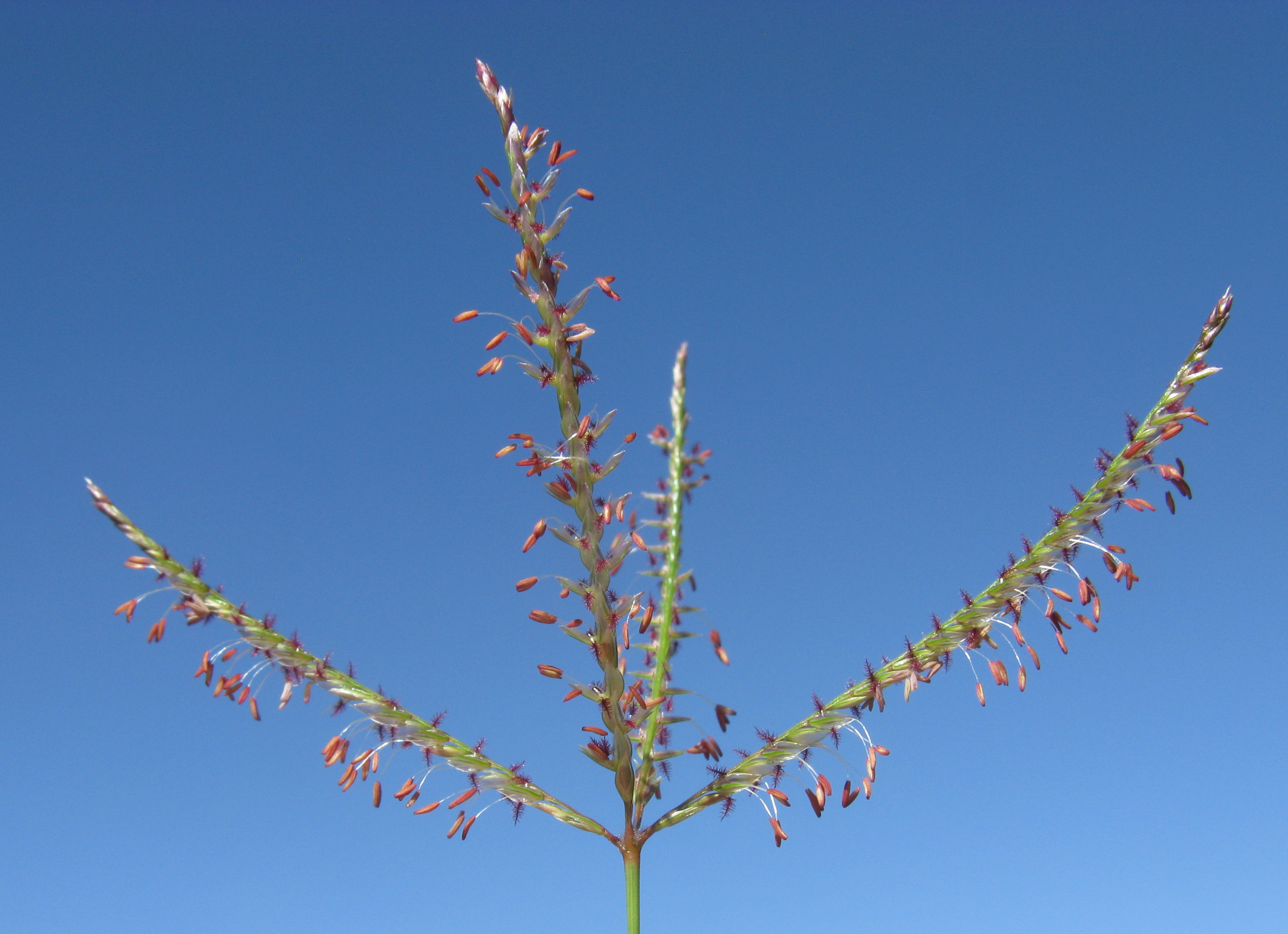
Kwiatostan

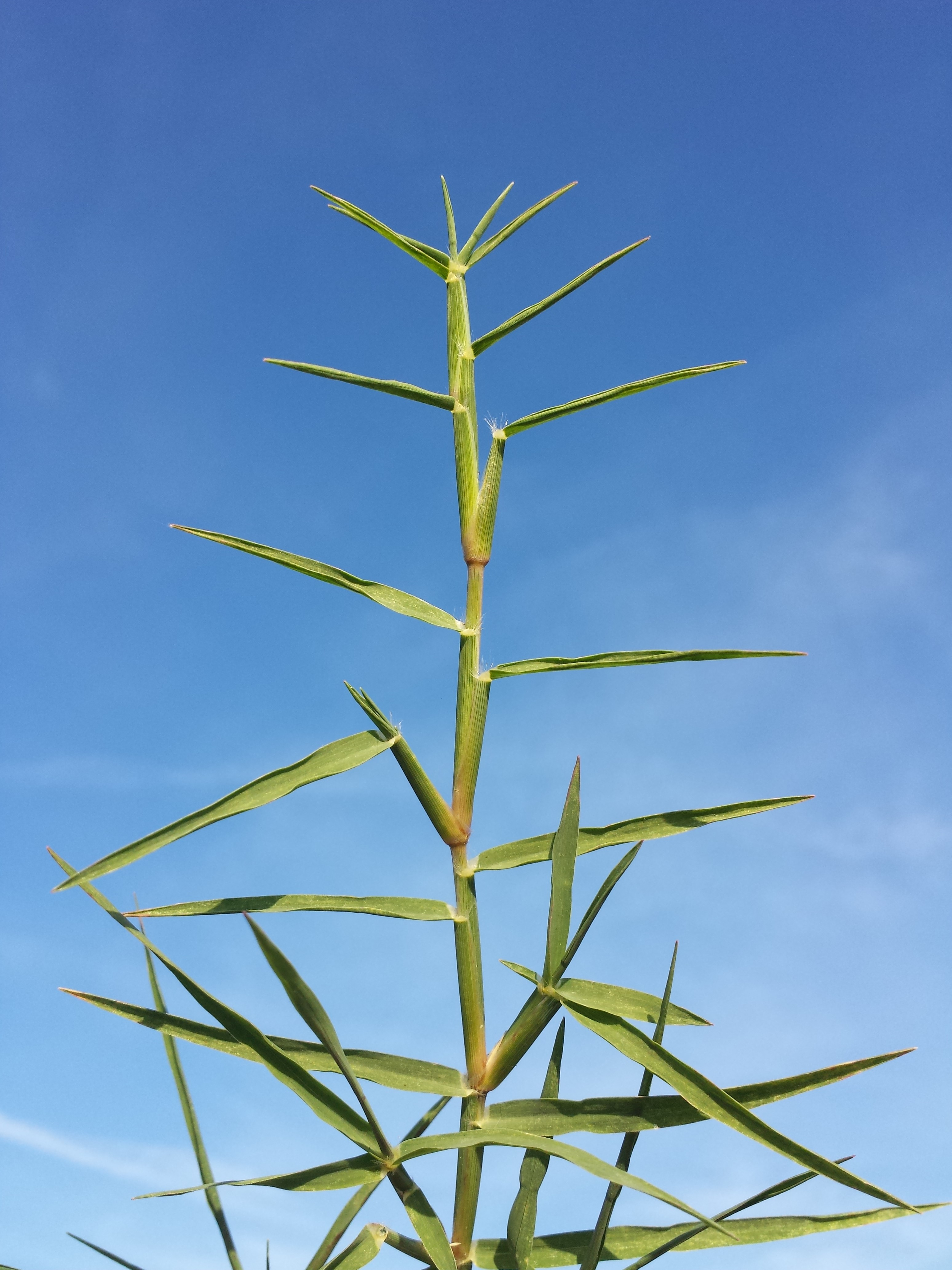
Pęd

Trawa osiąga do 30 cm wysokości. Kwiatostan złożony jest z palczasto ułożonych kłosów. Poszczególne kłoski są jednokwiatowe.

## Znaczenie w hinduizmie
- Cynodon palczasty (trl. dūrvā) używany jest w rytuałach hinduistycznych. Źródła podają stosowanie jej w kulcie  bengalskiej bogini Mangalaćandi[5].

- Ten gatunek trawy wykorzystywany jest w kulcie słoniogłowego boga Ganeśi[6].  Mitologia indyjska opisuje użycie  trawy gatunku durva podczas walki boga z demonem[7].